# Bataille de Velikié Louki
Seconde Guerre mondiale
La bataille de Velikié Louki est une bataille de la Seconde Guerre mondiale qui eut lieu du 19 novembre 1942 au 16 janvier 1943 sur le Front de l'Est.

## Contexte
Dans son ouvrage, Paul Carell  situe les combats autour de Velilkei Luki occupée par les armées allemandes. Il décrit les contre-offensives soviétiques pour reprendre la ville et anéantir le groupe d'armées allemendes Centre. Ce n'est que le 13 janvier 1943 que s'effondra la défense allemande. Un survivant échappera à la capture et après 60 heures de marche gagnera le PC du 80e d'artillerie. Il témoignera de ce qu'il a vécu.
Les tentatives des soviétiques pour reprendre la ville sont détaillées ci-après.

## Offensive soviétique
L'offensive soviétique pour reprendre la ville débute en novembre 1942. Les Soviétiques engagent la 3e armée, la 4e armée et la 3e armée de l'Air. La ville est défendue par la 83e division d'infanterie allemande commandée par le lieutenant-général Theodor Scherer avec 7 000 hommes, les lignes sont tenues au sud par la 3e division de montagne et au nord par la 5e division de montagne.
Les Soviétiques n'attaquent pas la ville directement, leurs forces avancent dans un terrain difficile au nord et au sud de la ville. L'opération débute le 24 novembre. Face à quatre divisions d'infanterie au sud et au nord, et malgré de lourdes pertes, les soviétiques réussissent à couper les liaisons terrestres vers la ville dès le 27 novembre, et piègent la garnison. Le lendemain, ils menacent d'isoler d'autres éléments au sud de la ville. Les Allemands envoient le 2e corps mécanisé pour créer une brèche entre la 3e division de montagne et la 83e division d'infanterie. La 20e division motorisée du Sud doit contre-attaquer pour rompre l'encerclement.

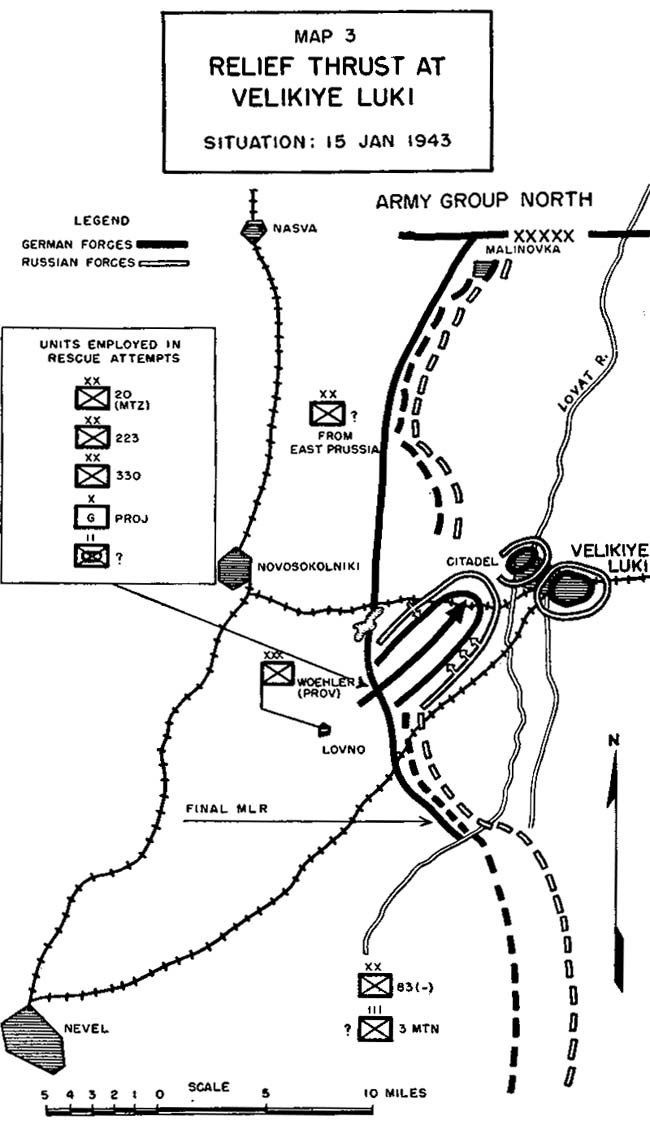
German relief attempts. (Notice that the order of battle given on this 1952 map is not accurate.)

La garnison a l'ordre de tenir la ville à tout prix, tandis qu'une force de secours est organisée. Le reste de la 83e division d'infanterie et de la 3e division de montagne, encerclée au sud de Velikié Louki, attaque vers l'ouest pour rétablir la ligne de front antérieure. Plus tard, d'autres divisions sont engagées, dont la 8e division de Panzer, la 20e division d'infanterie motorisée de réserve et la 6e division de terrain de la Luftwaffe et les 205e et 331e divisions d'infanterie.
Durant le mois de décembre, la garnison reste en contact radio avec la ligne de front mais perd le dépôt ferroviaire dans la banlieue sud de la ville. Les forces soviétiques, qui attaquent des troupes fortement retranchées par un hiver rude, subissent des pertes extrêmement élevées. Dans la ville, la situation des défenseurs se détériore cependant, en dépit des transferts aériens de fournitures, de munitions et d'équipements. Les soviétiques échouent à prendre leur objectif principal, la ligne ferroviaire de Novosokolniki. La tentative par les Allemands de rompre l'encerclement de Velikié Louki à la fin de décembre échoue face à une défense soviétique obstinée.
L'opération Totila, nouvelle tentative pour rompre le siège de Velikié Louki, est lancée le 4 janvier. Deux armées allemandes avancent à moins de huit kilomètres de la ville, mais elles sont bloquées en raison de la pression sur leurs flancs. Le 5 janvier, une attaque soviétique au nord isole une petite partie des troupes allemandes à l'ouest de la ville, tandis que la majeure partie de la garnison garde le contrôle du centre et de la gare ferroviaire dans le sud de la ville. Les troupes isolées au nord décrochent pendant la nuit du 14 et environ 150 hommes finissent par rejoindre les lignes allemandes.
Le contact radio avec la partie est de Velikié Louki est interrompu le 15 janvier : à 4 h 40 et près de 2 000 blessés tombent aux mains des Soviétiques. Entre 4 000 hommes sont capturés par les Soviétiques lors de la reddition des forces allemandes, le 16 janvier.
Entre 1953 et 1955, onze survivants reviendront en Allemagne.
La bataille est parfois appelée « La petite Stalingrad du Nord » en raison de ses similitudes avec la bataille de Stalingrad.
La libération de Velikié Louki permet à l'Armée rouge, pour la première fois depuis octobre 1941, de disposer d'une ligne  ferroviaire direct depuis le nord. Symétriquement, côté allemand, la liaison ferroviaire entre les groupes d'armées nord et centre est coupée, empêchant l'armée allemande de transférer des renforts entre secteurs menacés. En outre, les lignes ferroviaires de Velikié Louki conduisent directement vers Vitebsk, en Biélorussie, un centre logistique essentiel pour le Groupe d'armées centre.

## Après la guerre
Après la guerre, un tribunal militaire tiendra un procès public dans la ville et reconnaîtra huit officiers allemands comme coupables de crimes de guerre. Ils sont pendus publiquement sur la place principale de Velikié Louki le 29 janvier 1946.